# 玛丽·埃尔金顿

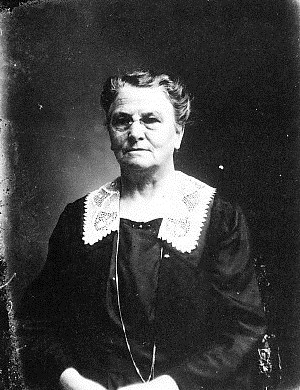
玛丽·埃尔金顿

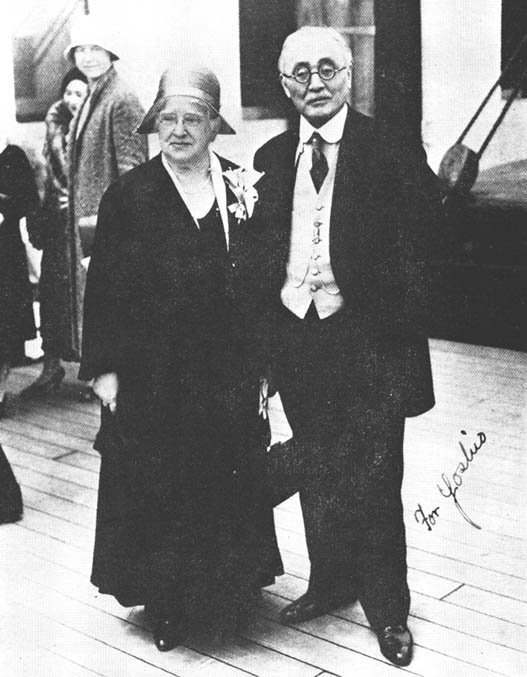
玛丽·埃尔金顿与丈夫新渡户稻造 （1932年）

玛丽·帕特森·埃尔金顿·新渡户（英語：Mary Patterson Elkinton Nitobe，1857年8月14日—1938年9月23日），美国贵格会教徒，日本经济学家新渡户稻造的妻子。

## 生平
玛丽·帕特森·埃尔金顿（Mary Patterson Elkinton）于1857年出生于费城一个显赫的贵格会家庭。她在巴尔的摩遇见了新渡户稻造，双方违背家人的意愿，于1891年结婚。他们唯一的孩子在婴儿时期就夭折了，后来他们收养了新渡户的侄子「吉雄」和女性亲戚「琴子」。 
后来她生活在日本，并将那里视作她自己的家。此外，她还为日本教育改革做出贡献，致力于改善美日关系，倡导国际主义并协助建立了几所学校。1899年，她帮助丈夫撰写了书籍《武士道：日本的灵魂》。当她的丈夫在日内瓦国际联盟任职时，她也积极活跃在国际圈子里。1920年代末他们回到东京后，当时的日本军国主义与她的贵格会主义发生冲突。
丈夫去世后，她写下了新渡户的回忆录，并继续住在日本，直到1938年9月22日去世。
如今，玛丽及其丈夫的论文均保存在斯沃斯莫尔学院。

## 作品
- （附有介绍和评论）现代日本早期的童年回忆作者：新渡户稻造，1934年